# National Invitational Volleyball Championship 2019
Il National Invitational Volleyball Championship 2019 si è svolto dal 4 al 17 dicembre 2019: al torneo hanno partecipato 32 squadre di pallavolo universitarie e la vittoria finale è andata per la prima volta alla Georgia Tech.

## Squadre partecipanti
| - Alabama A&M - Boise State - Boston College - Bowling Green State - UC Davis - CSU Long Beach - Central Michigan - Colgate | - Georgia Tech - High Point - Houston - La Salle - Liberty - Miami (Ohio) - Missouri-Kansas City - Morehead State | - UN Las Vegas - New Hampshire - North Carolina A&T State - Northwestern State - Purdue Fort Wayne - Sam Houston State - Santa Clara - South Dakota | - Texas Arlington - Texas Christian - Texas San Antonio - Troy - Tulane - Tulsa - Weber State - Wyoming |

## Torneo
|  | Primo turno              | Primo turno |  |  | Secondo turno       | Secondo turno |                 |              | Quarti di finale | Quarti di finale |  |  | Semifinali | Semifinali |  |  | Finale | Finale |
|  |                          |             |  |  |                     |               |                 |              |                  |                  |  |  |            |            |  |  |        |        |
|  | South Dakota             | 3           |  |  |                     |               |                 |              |                  |                  |  |  |            |            |  |  |        |        |
|  | Central Michigan         | 1           |  |  | South Dakota        | 3             |                 |              |                  |                  |  |  |            |            |  |  |        |        |
|  | UN Las Vegas             | 3           |  |  | UN Las Vegas        | 0             |                 |              |                  |                  |  |  |            |            |  |  |        |        |
|  | Missouri-Kansas City     | 1           |  |  |                     |               |                 | South Dakota | 3                |                  |  |  |            |            |  |  |        |        |
|  | Texas Arlington          | 3           |  |  | Texas Arlington     | 2             |                 |              |                  |                  |  |  |            |            |  |  |        |        |
|  | Texas San Antonio        | 2           |  |  | Texas Arlington     | 3             |                 |              |                  |                  |  |  |            |            |  |  |        |        |
|  | Sam Houston State        | 3           |  |  | Sam Houston State   | 0             |                 |              |                  |                  |  |  |            |            |  |  |        |        |
|  | Houston                  | 2           |  |  |                     |               |                 | South Dakota | 3                |                  |  |  |            |            |  |  |        |        |
|  | CSU Long Beach           | 2           |  |  | Tulsa               | 1             |                 |              |                  |                  |  |  |            |            |  |  |        |        |
|  | Santa Clara              | 3           |  |  | Santa Clara         | 1             |                 |              |                  |                  |  |  |            |            |  |  |        |        |
|  | UC Davis                 | 1           |  |  | Tulsa               | 3             |                 |              |                  |                  |  |  |            |            |  |  |        |        |
|  | Tulsa                    | 3           |  |  |                     |               | Tulsa           | 3            |                  |                  |  |  |            |            |  |  |        |        |
|  | Wyoming                  | 3           |  |  | Weber State         | 2             |                 |              |                  |                  |  |  |            |            |  |  |        |        |
|  | Northwestern State       | 0           |  |  | Wyoming             | 2             |                 |              |                  |                  |  |  |            |            |  |  |        |        |
|  | Weber State              | 3           |  |  | Weber State         | 3             |                 |              |                  |                  |  |  |            |            |  |  |        |        |
|  | Boise State              | 1           |  |  |                     |               |                 | South Dakota | 0                |                  |  |  |            |            |  |  |        |        |
|  | Georgia Tech             | 3           |  |  | Georgia Tech        | 3             |                 |              |                  |                  |  |  |            |            |  |  |        |        |
|  | Alabama A&M              | 0           |  |  | Georgia Tech        | 3             |                 |              |                  |                  |  |  |            |            |  |  |        |        |
|  | Troy                     | 3           |  |  | Troy                | 1             |                 |              |                  |                  |  |  |            |            |  |  |        |        |
|  | North Carolina A&T State | 0           |  |  |                     |               | Georgia Tech    | 3            |                  |                  |  |  |            |            |  |  |        |        |
|  | Liberty                  | 3           |  |  | Liberty             | 0             |                 |              |                  |                  |  |  |            |            |  |  |        |        |
|  | La Salle                 | 2           |  |  | Liberty             | 3             |                 |              |                  |                  |  |  |            |            |  |  |        |        |
|  | High Point               | 3           |  |  | High Point          | 1             |                 |              |                  |                  |  |  |            |            |  |  |        |        |
|  | Morehead State           | 1           |  |  |                     |               | Georgia Tech    | 3            |                  |                  |  |  |            |            |  |  |        |        |
|  | Bowling Green State      | 3           |  |  | Texas Christian     | 1             |                 |              |                  |                  |  |  |            |            |  |  |        |        |
|  | Purdue Fort Wayne        | 1           |  |  | Bowling Green State | 0             |                 |              |                  |                  |  |  |            |            |  |  |        |        |
|  | Miami (Ohio)             | 2           |  |  | Texas Christian     | 3             |                 |              |                  |                  |  |  |            |            |  |  |        |        |
|  | Texas Christian          | 3           |  |  |                     |               | Texas Christian | 3            |                  |                  |  |  |            |            |  |  |        |        |
|  | Colgate                  | 3           |  |  | Colgate             | 0             |                 |              |                  |                  |  |  |            |            |  |  |        |        |
|  | Boston College           | 0           |  |  | Colgate             | 3             |                 |              |                  |                  |  |  |            |            |  |  |        |        |
|  | Tulane                   | 3           |  |  | Tulane              | 1             |                 |              |                  |                  |  |  |            |            |  |  |        |        |
|  | New Hampshire            | 1           |  |  |                     |               |                 |              |                  |                  |  |  |            |            |  |  |        |        |

### Primo turno
| 5 dicembre 2019 Sanford Coyote Sports Center, Vermillion Durata: 1h:44 - Spettatori: 894 | South Dakota        | 3 - 1 | Central Michigan         | 20-25, 25-15, 25-20, 25-19        |
| 5 dicembre 2019 Sanford Coyote Sports Center, Vermillion Durata: 1h:56 - Spettatori: 150 | UN Las Vegas        | 3 - 1 | Missouri-Kansas City     | 23-25, 25-20, 25-23, 25-13        |
| 5 dicembre 2019 College Park Center, Arlington Durata: 2h:11 - Spettatori: 619           | Texas Arlington     | 3 - 2 | Texas San Antonio        | 23-25, 25-19, 25-16, 21-25, 15-13 |
| 5 dicembre 2019 College Park Center, Arlington Durata: 1h:48 - Spettatori: 0             | Sam Houston State   | 3 - 1 | Houston                  | 16-25, 25-22, 25-22, 25-21        |
| 4 dicembre 2019 Walter Pyramid, Long Beach Durata: 2h:37 - Spettatori: 246               | CSU Long Beach      | 2 - 3 | Santa Clara              | 20-25, 23-25, 25-22, 25-23, 14-16 |
| 4 dicembre 2019 Walter Pyramid, Long Beach Durata: 1h:59 - Spettatori: 325               | UC Davis            | 1 - 3 | Tulsa                    | 25-20, 13-25, 24-26, 20-25        |
| 5 dicembre 2019 UniWyo Sports Complex, Laramie Durata: 1h:30 - Spettatori: 520           | Wyoming             | 3 - 0 | Northwestern State       | 25-22, 25-16, 25-19               |
| 5 dicembre 2019 UniWyo Sports Complex, Laramie Durata: 2h:03 - Spettatori: 41            | Weber State         | 3 - 1 | Boise State              | 25-17, 25-27, 25-19, 25-21        |
| 6 dicembre 2019 O'Keefe Gym, Atlanta Durata: 0h:57 - Spettatori: 537                     | Georgia Tech        | 3 - 0 | Alabama A&M              | 25-8, 25-7, 25-15                 |
| 6 dicembre 2019 O'Keefe Gym, Atlanta Durata: 1h:31 - Spettatori: 207                     | Troy                | 3 - 0 | North Carolina A&T State | 25-22, 25-20, 25-22               |
| 7 dicembre 2019 Vines Center, Lynchburg Durata: 2h:47 - Spettatori: 174                  | Liberty             | 3 - 2 | La Salle                 | 25-21, 26-24, 21-25, 23-25, 21-19 |
| 7 dicembre 2019 Vines Center, Lynchburg Durata: 2h:04 - Spettatori: 67                   | High Point          | 3 - 1 | Morehead State           | 25-23, 16-25, 25-21, 25-21        |
| 5 dicembre 2019 Stroh Center, Bowling Green Durata: 1h:42 - Spettatori: 402              | Bowling Green State | 3 - 1 | Purdue Fort Wayne        | 25-12, 25-18, 17-25, 25-19        |
| 5 dicembre 2019 Stroh Center, Bowling Green Durata: 2h:22 - Spettatori: 153              | Miami (Ohio)        | 2 - 3 | Texas Christian          | 25-27, 25-23, 14-25, 25-18, 12-15 |
| 6 dicembre 2019 Cotterell Court, Hamilton Durata: 2h:03 - Spettatori: 313                | Colgate             | 3 - 1 | Boston College           | 25-19, 19-25, 25-19, 25-19        |
| 6 dicembre 2019 Cotterell Court, Hamilton Durata: 1h:55 - Spettatori: 56                 | Tulane              | 3 - 1 | New Hampshire            | 25-17, 20-25, 25-18, 25-20        |

### Secondo turno
| 6 dicembre 2019 Sanford Coyote Sports Center, Vermillion Durata: 1h:21 - Spettatori: 607 | South Dakota        | 3 - 0 | UN Las Vegas      | 25-22, 25-19, 25-18               |
| 6 dicembre 2019 College Park Center, Arlington Durata: 1h:21 - Spettatori: 387           | Texas Arlington     | 3 - 0 | Sam Houston State | 25-21, 25-23, 25-19               |
| 5 dicembre 2019 Walter Pyramid, Long Beach Durata: 1h:05 - Spettatori: 86                | Santa Clara         | 1 - 3 | Tulsa             | 22-25, 22-25, 25-23, 22-25        |
| 6 dicembre 2019 UniWyo Sports Complex, Laramie Durata: 2h:28 - Spettatori: 559           | Wyoming             | 2 - 3 | Weber State       | 28-26, 24-26, 18-25, 25-16, 11-15 |
| 7 dicembre 2019 O'Keefe Gym, Atlanta Durata: 2h:16 - Spettatori: 402                     | Georgia Tech        | 3 - 1 | Troy              | 23-25, 25-22, 25-14, 27-25        |
| 8 dicembre 2019 Vines Center, Lynchburg Durata: 2h:07 - Spettatori: 146                  | Liberty             | 3 - 1 | High Point        | 22-25, 25-22, 25-20, 25-20        |
| 6 dicembre 2019 Stroh Center, Bowling Green Durata: 1h:19 - Spettatori: 323              | Bowling Green State | 0 - 3 | Texas Christian   | 24-26, 21-25, 13-25               |
| 7 dicembre 2019 Cotterell Court, Hamilton Durata: 2h:11 - Spettatori: 211                | Colgate             | 3 - 1 | Tulane            | 25-23, 23-25, 26-24, 25-18        |

### Quarti di finale
| 10 dicembre 2019 Sanford Coyote Sports Center, Vermillion Durata: 2h:07 - Spettatori: 820 | South Dakota    | 3 - 2 | Texas Arlington | 25-21, 22-25, 25-15, 23-25, 15-11 |
| 12 dicembre 2019 Donald W. Reynolds Center, Tulsa Durata: 2h:25 - Spettatori: 326         | Tulsa           | 3 - 2 | Weber State     | 25-22, 25-20, 24-26, 20-25, 15-10 |
| 10 dicembre 2019 O'Keefe Gym, Atlanta Durata: 1h:32 - Spettatori: 523                     | Georgia Tech    | 3 - 0 | Liberty         | 25-18, 25-13, 25-19               |
| 12 dicembre 2019 University Recreation Center, Fort Worth Durata: 1h:40 - Spettatori: 415 | Texas Christian | 3 - 0 | Colgate         | 25-17, 25-23, 30-28               |

### Semifinali
| 14 dicembre 2019 Sanford Coyote Sports Center, Vermillion Durata: 1h:47 - Spettatori: 1 315 | South Dakota | 3 - 1 | Tulsa           | 19-25, 25-21, 25-15, 25-13 |
| 14 dicembre 2019 O'Keefe Gym, Atlanta Durata: 1h:59 - Spettatori: 751                       | Georgia Tech | 3 - 1 | Texas Christian | 25-20, 19-25, 25-8, 25-23  |

### Finale
| 17 dicembre 2019 Sanford Coyote Sports Center, Vermillion Durata: 1h:31 - Spettatori: 2 431 | South Dakota | 0 - 3 | Georgia Tech | 23-25, 23-25, 17-25 |

### Premi individuali
| Premio                  | Giocatrice        | Squadra         |
| ----------------------- | ----------------- | --------------- |
| Most Outstanding Player | Mariana Brambilla | Georgia Tech    |
| All-Tournament Team     | Júlia Bergmann    | Georgia Tech    |
| All-Tournament Team     | Matti McKissock   | Georgia Tech    |
| All-Tournament Team     | Anne Rasmussen    | South Dakota    |
| All-Tournament Team     | Elizabeth Juhnke  | South Dakota    |
| All-Tournament Team     | Katie Clark       | Texas Christian |
| All-Tournament Team     | Taylor Horsfall   | Tulsa           |